# Кишинівський погром

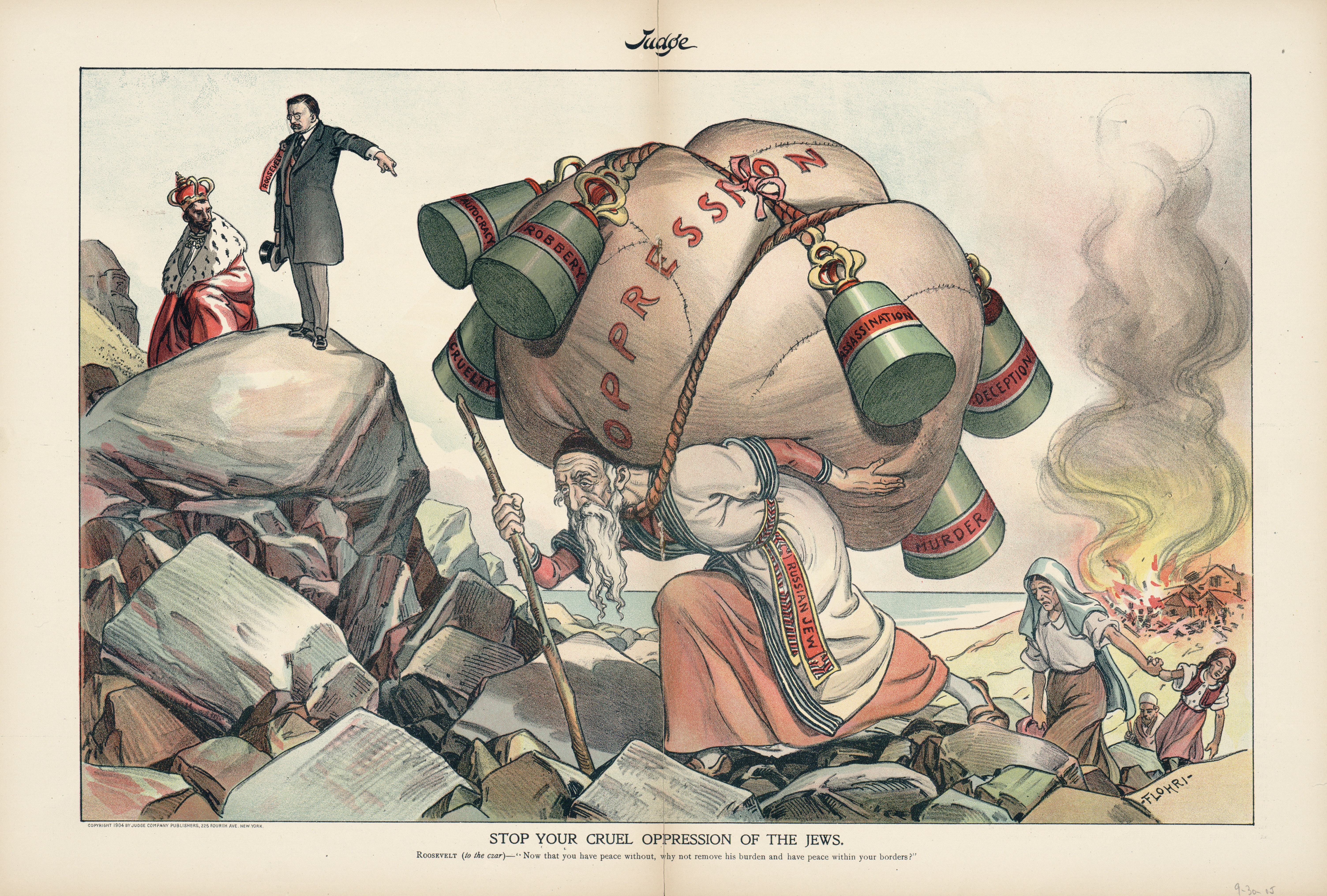
Американська літографія 1905 року, випущена після єврейських погромів у Російській імперії з вимогою припинити погроми.

Кишинівський погром — один із найвідоміших єврейських погромів у царській Росії 6 (19) — 7 (20) квітня 1903 року у Кишиневі.
Кишинівський погром здобув великий резонанс у Росії та Європі початку XX століття.

## Погром
За два місяці до погрому у містечку Дубоссари щез, а потім був знайдений убитим чотирнадцятилітній підліток Михайло Рибаченко, і єдина щотижнева кишинівська газета «Бессарабец», очолювана відомим антисемітом П. Крушеваном, стала подавати вбивство як ритуальне. Пізніше слідство показало, що вбивство здійснив двоюрідний брат жертви з метою заволодіти його спадком. Одразу ж після встановлення обставин Міністерство внутрішніх справ видало циркуляр про заборону публікацій про справу, таким чином неможливо було спростувати подібні наклепи.
В неділю 6 квітня 1903 року полетіли перші камені у вікна навколишніх єврейських будинків, магазинів. 7 квітня в Кишиневі почався кривавий погром.

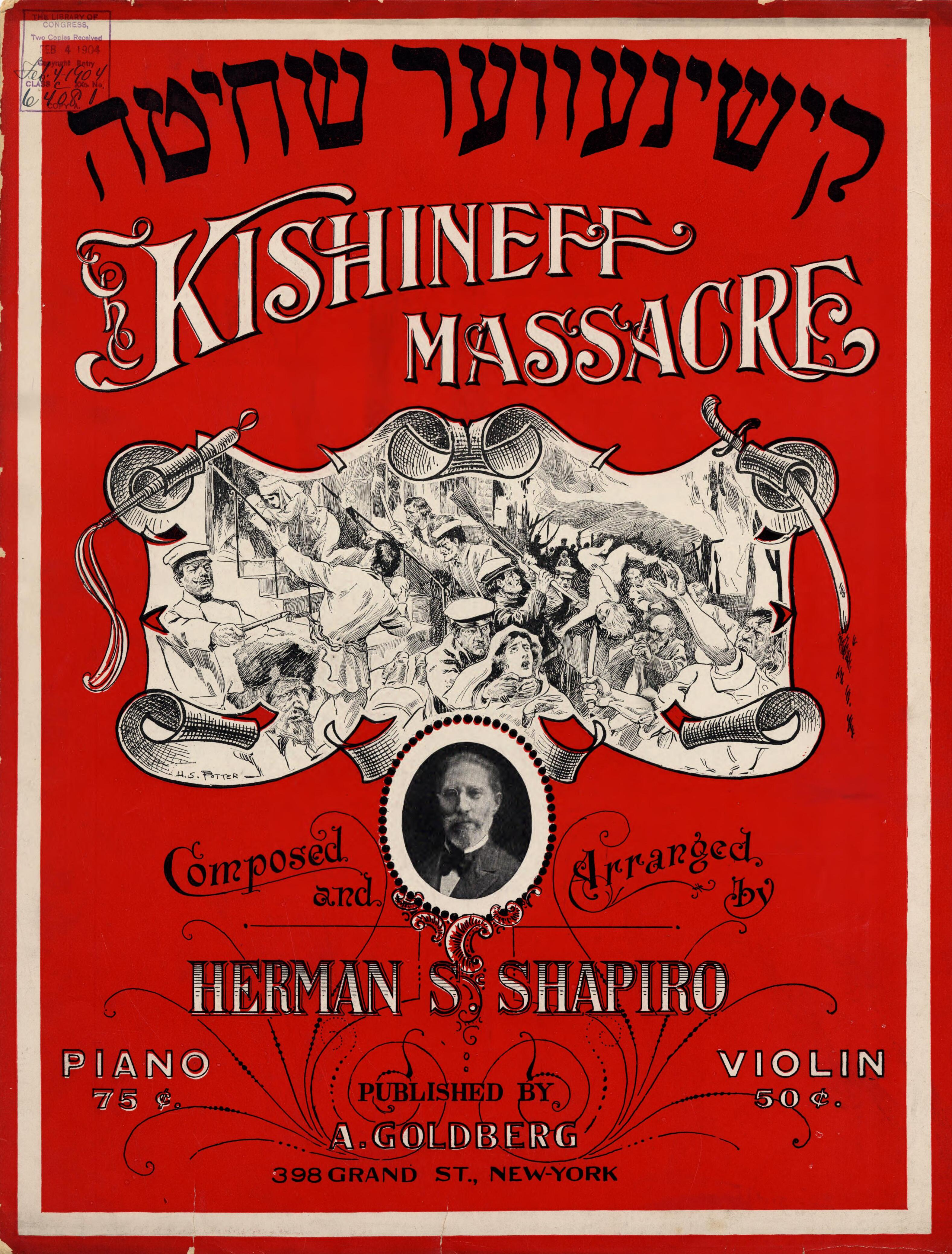
Афіша із зображенням сцени Кишинівского погрому.

Результати погрому згідно з Єврейською Енциклопедією (1988): 
- загинули 49 чоловік,
- 586 поранили (покалічили),
- знищили більше 1500 будинків (більше третини всіх будинків Кишинева).